# Bart Dockx
Bart Dockx (Turnhout, 2 de septiembre de 1981) es un ciclista belga que fue profesional de 2003 a 2011.

## Biografía
Debutó como profesional en 2003 con el equipo Quick Step-Davitamon-Latexco. En 2005 se unió al conjunto ProTour Davitamon-Lotto. participó en su primera gran vuelta en la Vuelta a España 2005. En la Vuelta a España 2006 fue segundo en la decimosegunda etapa tan solo superado por Luca Paolini.
En 2010, fichó por el equipo Landbouwkrediet. Debido a que no le renovaron de cara a la temporada 2012, Bart puso fin a su carrera deportiva tras no encontrar nuevas ofertas.

## Palmarés
2002 (como amateur)
- Flecha Flamenca

## Resultados en Grandes Vueltas
| Carrera | Carrera         | 2003 | 2004 | 2005 | 2006 | 2007  | 2008  | 2009  | 2010 | 2011 |
| ------- | --------------- | ---- | ---- | ---- | ---- | ----- | ----- | ----- | ---- | ---- |
|         | Giro de Italia  | —    | —    | —    | —    | —     | —     | 168.º | —    | —    |
|         | Tour de Francia | —    | —    | —    | —    | —     | —     | —     | —    | —    |
|         | Vuelta a España | —    | —    | 96.º | Ab.  | 111.º | 111.º | —     | —    | —    |

—: no participa

Ab.: abandono